# Province d'Echigo
Echigo (越後国, Echigo no kuni) est une ancienne province du Japon. Elle était entourée par les provinces de Dewa, Mutsu, Kozuke, Shinano et Etchū, avec au large la province de Sado. Cette province occupait une région qui est aujourd'hui une partie de la préfecture de Niigata.
Pendant la période Sengoku, la province a été gouvernée par Kenshin Uesugi et sa famille, qui en a pris le contrôle en 1551, après en avoir commencé la conquête en 1543. Avant d'appartenir au clan Uesugi, la province d'Echigo appartenait au clan Nagao.